# مکعب سیاه
مکعب سیاه (انگلیسی: Black Cube) یک شرکت اطلاعات خصوصی است که دارای دفترهایی در لندن، تل آویو و مادرید است. این شرکت در سال ۲۰۱۰ توسط اﻓﺴﺮان اﻃﻼﻋﺎﺗﯽ سابق آﻣﺎن دن زورلا (عبری: דן זורלא) و آوی یانوس (عبری:אבי ינוס) تأسیس شد. بیشتر کارکنان این شرکت از زبده‌ترین مأموران اطلاعاتی اسرائیل و سازمانهایی نظیر امان، موساد و شین بت هستند.
فعالیت مکعب سیاه در زمینه ﻫﻮش رﻗﺎﺑﺘﯽ, اطلاعات، مشاوره و تصمیم‌گیری برای مشتریان خود در ادعیه خصوصی است.
ﻣﺸﺘﺮﯾﺎن آن ﺳﺮﻣﺎﯾﻪ داران و ﺷﺮکﺖ ﻫﺎی ﺑﺰرگ در اﺳﺮاﺋﯿﻞ و در ﺳﺮاﺳﺮ ﺟﻬﺎن ﻫﺴﺘﻨﺪ.

## سابقه فعالیتها
نام مکعب سیاه ابتدا در سال ۲۰۱۱ و کمک به تاجر یهودی-عراقی انگلیسی وینسنت چنگیز در چندین ادعیه اختلاس در دادگاه‌های انگلستان مطرح شد. بعد از دستگیری وی و سقوط بانک ایسلندی کاپتینگ مکعب سیاه به چنگیز کمک کرد که اطلاعات زیادی برای دفاع از خود تهیه کند. در نهایت چنگیز بیگناه تشخیص داده شد و شاکیان مجبور به پرداخت ۳ میلیون پوند به وی شدند.
در سال ۲۰۱۴ مکعب سیاه توسط تاجر اسرائیلی نوخی دانکنر استخدام شد تا رای دادگاه در مورد موتی بن موشه را تغییر دهد. مکعب سیاه موفق شد تحقیق مأموران آلمانی در مورد بن موشه را کشف کند و یک شاهد مهم در افشای اختلاس و فرار مالیاتی را شناسایی کند.
در سال ۲۰۱۴، این شرکت شواهدی مربوط به مرافعه علیه تارا به مبلغ ۳۰۰ میلیون شکل ارائه داد، که نشان می‌دهد که این شرکت از مواد نگهدارنده در فرایند تولید استفاده می‌کند، هر چند که محصولات آن به عنوان "محصولات بدون نگهدارنده" ارائه شده‌است.
دوﻟﺖ آرژاﻧﺘﯿﻦ از ﺧﺪﻣﺎت ﺷﺮکﺖ "ﻣکﻌﺐ ﺳﯿﺎه" ﺑﺮای ﺟﻤﻊ‌آوری اﻃﻼﻋﺎت در ﻣﻮرد ﺻﻨﺪوق ﭘﻮﺷﺶ رﯾﺴک آﻣﺮﯾکﺎﯾﯽ, "اﻟﯿﻮت", ﯾکﯽ از ﻃﻠﺒکﺎران آرژاﻧﺘﯿﻦ, و ﺑﺮای کﻤک ﺑﻪ ﻟﻐﻮ ﺣکﻢ کﻪ دوﻟﺖ آرژاﻧﺘﯿﻦ ﺑﺎﯾﺪ ﺑﺪﻫﯽ ﻫﺎی ١.٣٣ ﻣﯿﻠﯿﺎرد دﻻری ﺧﻮد را ﺑﻪ "اﻟﯿﻮت" ﺑﭙﺮدازد، ﺑﻬﺮه ﺑﺮد.
در سال ۲۰۱۵ مکعب سیاه توسط تاجر تایوانی «نوبو ﺳﻮ» مالک شرکت کشتیرانی تی ام تی استخدام شد تا رای دادگاه به نفع کشتیرانی لاکاتارنیا کﻪ در ﭼﻬﺎرﭼﻮب آن ﺳﻮ ﻣﺴﺌﻮل ۴٧ ﻣﯿﻠﯿﻮن دﻻر ﺑﻮد، را تغییر دهد. مکعب سیاه اطلاعاتی به وکلای سو ارائه کرد که نشان داد ٢٠% از ﻫﺰﯾﻨﻪ دادرﺳﯽ ﺷﺮکﺖ ﺣﻤﻞ و ﻧﻘﻞ ﺑﻪ ﻧﺎم «ﺳﻼﮔﻦ» ﺑﺎﯾﺪ ﺑﭙﺮدازد، و ﺑﻨﺎﺑﺮاﯾﻦ ﻫﺰﯾﻨﻪ ﺳﻮ کﺎﻫﺶ ﯾﺎﻓﺖ.
در سال ۲۰۱۶ ﭘﺲ از اﯾﻨکﻪ ﺷﺮکﺖ ﺑﯿﻤﻪ آﻣﺮﯾکﺎﯾﯽ «آمتراست» ﻣﺸکﻮک ﺷﺪه ﺑﻮد ﺣکﻤﯿﺘﯽ کﻪ در آن دﺧﺎﻟﺖ دارد ﻋﺎدﻻﻧﻪ ﻧﯿﺴﺖ, "ﻣکﻌﺐ ﺳﯿﺎه" را ﺑﻪ ﺧﺪﻣﺖ ﺧﻮد در اورد. مکعب سیاه دادگاهی بین آمتراست و یک فرد ایتالیایی به نام آنتونیو سوماً را با فرستادن مأموران مخفی خود و رو کردن رشوه سوماً تحت‌تأثیر قرار داد. ﺷﺮکﺖ "ﻣکﻌﺐ ﺳﯿﺎه" ﻣﻮرد ﻓﺴﺎد در ﺳﯿﺴﺘﻢ ﺣﻘﻮﻗﯽ اﯾﺘﺎﻟﯿﺎ ﻧﺸﺎن داد و ﻣﺪرکﯽ درﯾﺎﻓﺖ کﺮد کﻪ در روﻧﺪ ﺣکﻤﯿﺖ «رﺷﻮه» داده ﺷﺪه. ﺑﻪ دﻧﺒﺎل اﯾﻦ, ﺗﻘﺎﺿﺎی ﭘﺮداﺧﺖ ﺧﺴﺎرت از ﺷﺮکﺖ «آمتراست» ﺑﻪ ﻣﺒﻠﻎ ٢ ﻣﯿﻠﯿﺎرد ﯾﻮرو ﺑﻪ ۶٠ ﻣﯿﻠﯿﻮن ﯾﻮرو کﺎﻫﺶ ﯾﺎﻓﺖ.
در سال ۲۰۱۶ رامی لوی تاجر اسرائیلی مکعب سیاه را برای به دست آوردن اطلاعات در مورد کمپین منفی یکی از رقبایش علیه شرکتش استخدام کرد. یافته‌های این شرکت، سوء ظن‌ها را تأیید کرد و به یک پرونده دعوی ۱۰ میلیون شکل از رامی لوی علیه ایال رائید و زنجیره ویکتوری تبدیل شد. این شرکت شواهدی از فعالیت یک شرکت روابط عمومی را در خدمت زنجیره ویکتوری که مسئول تحریک کردن کشاورزان علیه رامی لوی، ارسال پیام‌های دروغین و برگزاری یک مبارزه رسانه ای علیه وی ارائه داد.
در سال ۲۰۱۶ آلستوم و آفکون مکعب سیاه را برای دادگاهی بین آنان و شرکت قطار اسرائیل برای کمک به مبارزه خود در برابر مناقصه برق شرکت قطار اسرائیل، که شرکت اسپانیایی سمی این مناقصه را به دست آورده بود استخدام کردند. مکعب سیاه ضبط‌هایی از مقامات شرکت قطار دریافت کرد که ثابت می‌کند که اشکلات زیادی در مناقصه وجود داشته، از جمله افزایش نمره غیرقابل برنده مناقصه. بر اساس این یافته‌ها، در ماه ژانویه ۲۰۱۸، دیوان عالی توافق نامه سازش را تصویب کرد که بر طبق آن کار بین سه شرکت تقسیم خواهد شد و مشتریان مکعب سیاه با اینکه مناقصه را از دست داده‌اند، کار به مبلغ ۵۸۰ میلیون شکل دریافت کرد.
در ﺳﺎل ٢٠١٧ ﺷﺮکﺖ «ﮔﻔﻦ ﺑﯿﻮﻣﺪ» از ﺻﺎﺣﺒﺎن ﺷﺮکﺖ «ﺳﯿکﺎم» ﺷکﺎﯾﺖ کرد. ﻣکﻌﺐ ﺳﯿﺎه ﻣﺼﺎﺣﺒﻪ‌ﻫﺎﯾﯽ ﺑﺎ ﺷﺨﺼﯿﺖﻫﺎی اﺻﻠﯽ ﺳﯿکﺎم اﻧﺠﺎم داد و ﺛﺎﺑﺖ کﺮد کﻪ اﻧﻬﺎ ﻧﻤﺎﯾﺶ ﻧﺎدرﺳﺘﯽ درﺑﺎره ارزش ﺷﺮکﺖ ﻧﺸﺎن دادﻧﺪ.
مکعب سیاه که متخصصین پیدا کردن گریزگاه های مالیاتی و سایر نقاط در جهان است، توسط بانک پوعلیم برای ردیابی اموال موتی زیسر که بدهی بزرگی به بانک داشت استخدام شد. مکعب سیاه اطلاعات و اثبات زیادی بدست اورد که زیسسر به پسرش دیوید املاک زیادی به اروپا منتقل داده است. در پایان پرونده قانونی، در فوریه ۲۰۱۸ به توافقی دست یافتند که ارثان زیسر باید ۹۵ میلیون دلار به بانک پوعلیم پر داخت بکنند.

## موارد بحث‌برانگیز
در سال ۲۰۱۳ و در زمانی که مکعب سیاه پرونده وینسنت چنگیز را در انگلستان قبول کرده بود، چنگیز در اسرائیل دادگاهی علیه مکعب سیاه به دلیل فاکتورهای دروغین تشکیل داد.
در سال ۲۰۱۶ دو تن از کارکنان مکعب سیاه در رومانی در تلاش کسب اطلاعات بر قاضی اصلی پرونده ضد فساد لورا کادروتی دستگیر شدند. مکعب سیاه اعلام بیگناهی کرد و اعلام کرد که چندین سیاست‌مدار مهم رومانیایی این شرکت را برای تحقیق استخدام کردند.
در سال ۲۰۱۷ ﯾک ﺧﺒﺮﻧﮕﺎر ﺗﺤﻘﯿﻘﺎﺗﯽ در روزﻧﺎﻣﻪ ﻧﯿﻮﯾﻮرکﺮ ﻓﺎش کﺮد کﻪ «ﻫﺎروی واﯾﻨﺴﺘﯿﻦ» ﺗﻬﯿﻪ کﻨﻨﺪه ﻓﯿﻠﻢ آﻣﺮﯾکﺎﯾﯽ "ﻣکﻌﺐ ﺳﯿﺎه" را ﺑﻪ ﺧﺪﻣﺖ ﺧﻮد در اورد ﺑﺎ ﻫﺪف ﭘﯿﺪا کﺮدن اﻓﺮادی کﻪ در ﭘﺸﺖ کﻤﭙﯿﻦ ﻣﻨﻔﯽ ﻋﻠﯿﻪ «ﻫﺎروی واﯾﻨﺴﺘﯿﻦ» ﺑﻮدﻧﺪ. "ﻣکﻌﺐ ﺳﯿﺎه" در ﺗﻼﺷ‌‌‌‌‌‌ﻬﺎیش ﻣﻮﻓﻖ ﺷﺪ. اﻣﺎ ﭘﺲ از ﺷکﯽ کﻪ در ﻣﻮرد ﺧﺸﻮﻧﺖ ﺟﻨﺴﯽ ﺗﻮﺳﻂ واﯾﻨﺴﺘﯿﻦ اﻧﺠﺎم ﺷﺪه، کﺎر ﺑﺮ روی ﭘﺮوژه ﻣﺘﻮﻗﻒ ﺷﺪ.

## هیئت رئیسه
- یوحنا دانینو فرمانده کل سابق پلیس اسرائیل
- مئیر داگان، رئیس قبلی موساد که اکنون فوت کرده‌است.
- افراییم هالوی رئیس قبلی موساد که
- ژنرال گیورا ایلند رئیس قبلی ارتش اسرائیل
- پروفسور آشر تیشلر
- ژنرال ماتی لاشم
- ایتیل مایان، عضو باشگاه مشتریان میکروسافت
- گولان مالکا، نایب رئیس سابق شرکت برنامه‌نویسی اسرائیلی نایس